# Lou-Anne Gaylene Gilchrist
Lou-Anne Gaylene Gilchrist (* ca. 1978) ist die Botschafterin von Saint Vincent und den Grenadinen bei der Organisation Amerikanischer Staaten (Permanent Representative) und bei den Vereinigten Staaten. Sie wurde am 26. Oktober 2016 eingesetzt. Außerdem dient sie als non resident ambassador für Kanada, Sie ist die Nachfolgerin von La Celia Aritha Prince. Sie war Vorsitzende des Permanent Council der OAS bis zum 30. September 2021.

## Leben
Nach der Schulausbildung in St. Vincent besuchte Gilchrist die University of the West Indies in Cave Hill, Barbados, wo sie einen Bachelor in Modernen Sprachen erwarb. Von 1997 bis 2009 arbeitete sie als Lecturer in St. Vincent und den Grenadinen, wo sie Moderne Sprachen lehrte. 2004 erwarb sie einen Master im selben Fach an der University of Warwick.
Gilchrist wurde 2009 Education Officer am Ministry of Education Bildungsministerium.